# Steinar Bråten
Steinar Bråten, född den 17 september 1962 i Drangedal i Telemark fylke, är en norsk backhoppningstränare och en före detta backhoppare. Han representerade Rennebu Idrettslag fram till år 1985 och därefter Sportsklubben Freidig i Trondheim.

## Karriär
Steinar Bråten debuterade internationellt den 30 december 1982 i världscupen säsongen 1982/1983 i öppningstävlingen under tysk-österrikiska backhopparveckan i Schattenbergschanze i Oberstdorf i dåvarande Västtyskland. Han slutade femma i den första tävlingen. I nyårstävlingen i Garmisch-Partenkirchen två dagar senare slutade han tvåa, endast slagen av Armin Kogler från Österrike med 0,1 poäng, minsta möjliga marginal. Bråten satte backrekord i tävlingen i Olympiabakken. Steinar Bråten slutade femma sammanlagt i backhopparveckan 1982/1983, hans bästa placering i karriären. Bråten vann världscuptävlingen den 13 mars 1983 i Holmenkollen på hemmaplan i Oslo, före Horst Bulau från Kanada och Armin Kogler. Bråten slutade sammanlagt sexa i världscupen säsongen 1982/1983.
Bråten deltog i skidflygnings-VM 1983 i Harrachov i dåvarande Tjeckoslovakien. Där föll han olyckligt och slutade på en 38:e placering av totalt 39.
Under olympiska spelen 1984 i Sarajevo i dåvarande Jugoslavien, tävlade Bråten i normalbacken. Där slutade han på artonde plats i en tävling som vanns av Jens Weissflog från Östtyskland före finländarna Matti Nykänen och Jari Puikkonen.
Steinar Bråtens sista säsong var 1987/1988. Han var på prispallen i Sapporo i Japan den 25 januari 1987 då slutade han som trea i tävlingen i stora backen, efter jugoslaverna Primož Ulaga och Miran Tepeš. Bråtens sista tävling i sin backhoppningskarriär var i Holmenkollen 1988, då slutade han på en 14:e plats i en tävling där hemmahopparna Erik Johnsen och Ole Gunnar Fidjestøl kom etta respektive tvåa.

## Efter karriären
Efter att Bråten avslutade sin backhoppningskarriär har han varit fortsatt verksam inom backhoppningsmiljön.  Han har bland annat varit tränare för det norska laget Trønderhopp och det norska backhoppningslandslaget. Bråten är också facklig konsult inom Olympiatoppen och forskare inom skidteknik i backhoppningssporten vid Norges teknisk-naturvetenskapliga universitet (NTNU) i Trondheim.